# Венгерская серая (порода коров)
Венге́рская се́рая поро́да (венг. Magyar szürkemarha) — аборигенная порода крупного рогатого скота мясо-молочного направления Венгрии. Венгерская серая и серая украинская породы — представители серого степного скота так называемой подолянской (подольской) породы (Bos taurus podolicus Wagner, 1837), в прошлом широко распространённой в южной части Европы и степной зоне Средиземноморья.
Помеси семи пород: венгерской серой, симментальской, венгерской пёстрой, голландской, джерсейской, костромской и голштинской составляют современное поголовье молочного скота Венгрии. Однако у помесей преобладает кровь голштинов.

## История
Венгерская серая порода, вероятно, прибыла с переселением венгров на Дунай IX века с востока на Среднедунайскую низменность. В Средние века и в раннее Новое время эта порода использовалась как тягловое животное, но с 1861 года её разводили на предмет скороспелости и качества говядины, и вживую выгоняли её на рынки Европы. В настоящее время венгерский серый скот содержится в основном в качестве туристических достопримечательностей в национальном парке Хортобадь и других национальных парках Венгрии. Небольшие стада можно найти в нескольких других местах, например, в Залаэгерсегском яраше в Западной Венгрии. Эти стада служат генными банками из-за устойчивости породы к болезням крупного рогатого скота, которые поражают более высокопородные виды скота. К 1975 году в двух стадах осталось всего 300 коров, но с тех пор их количество увеличилось. Восстановление поголовья венгерского серого крупного рогатого скота частично связано с усилиями по криоконсервации, предпринятыми правительством Венгрии.

## Характеристика
Венгерская серая порода схожа с подольской: голова длинная с весьма большими, широко расходящимися вверх рогами и несколько дикими, пугливыми глазами; телосложение вообще прочное; туловище с плоскими ребрами и довольно широкое между сильно выдающимися подвздохами; крестец низкий, короткий; ноги высокие, причем задние — часто косолапые; кожа толстая и плотная, шерсть грубая. Отличается выносливостью, крупностью и силой, а потому считается лучшим рабочим скотом; не только волы, но и коровы весьма пригодны к работе; обладает также большою способностью к откармливанию и на своей родине, в Венгрии, без особенного ухода, питаясь на естественных пастбищах, откладывает много жира, отчего и признается очень хорошим мясным скотом, доставляющим отличное мясо и прочную кожу. Молочность венгерского серого скота крайне незначительна: по отнятии телят коровы доятся всего три месяца, доставляя в год около 550 литров (от 220 до 840) молока, дающего 14% сливок. Лучшие животные при хорошем уходе дают от 3,5 до 4,5 тыс. кг молока.
Венгерский серый скот — стройный и высокий. Быки достигают роста от 145 до 155 см и веса от 800 до 900 кг, коровы от 135 до 140 см и от 500 до 600 кг.
Цвет варьируется от серебристо-белого до пепельно-серого. Как и у подольской породы, телята рождаются пшеничного цвета и становятся серыми примерно в три месяца. Венгерский серый скот крепкий, легко телится и долго живёт.